# Arces-sur-Gironde
Arces-sur-Gironde, o semplicemente Arces, è un comune francese di 651 abitanti situato nel dipartimento della Charente Marittima nella regione della Nuova Aquitania.

## Società

### Evoluzione demografica
Abitanti censiti